# Roquefère
Roquefère är en kommun i departementet Aude i regionen Occitanien  i södra Frankrike. Kommunen ligger  i kantonen Mas-Cabardès som ligger i arrondissementet Carcassonne. År 2022 hade Roquefère 71 invånare.

## Befolkningsutveckling
Antalet invånare i kommunen Roquefère
Referens: INSEE

## Galleri

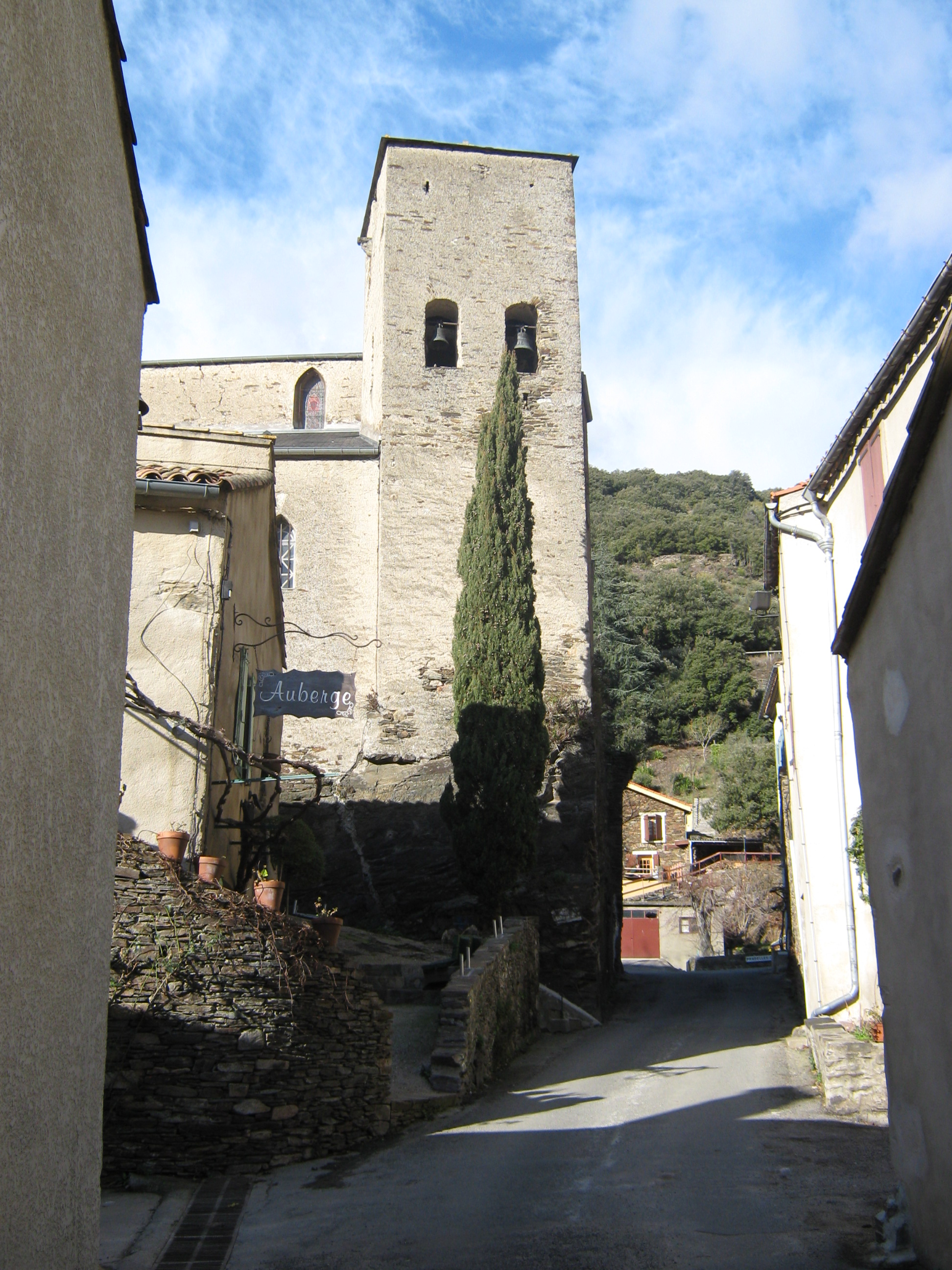
Kyrktornet